# ヌチドゥタカラの家

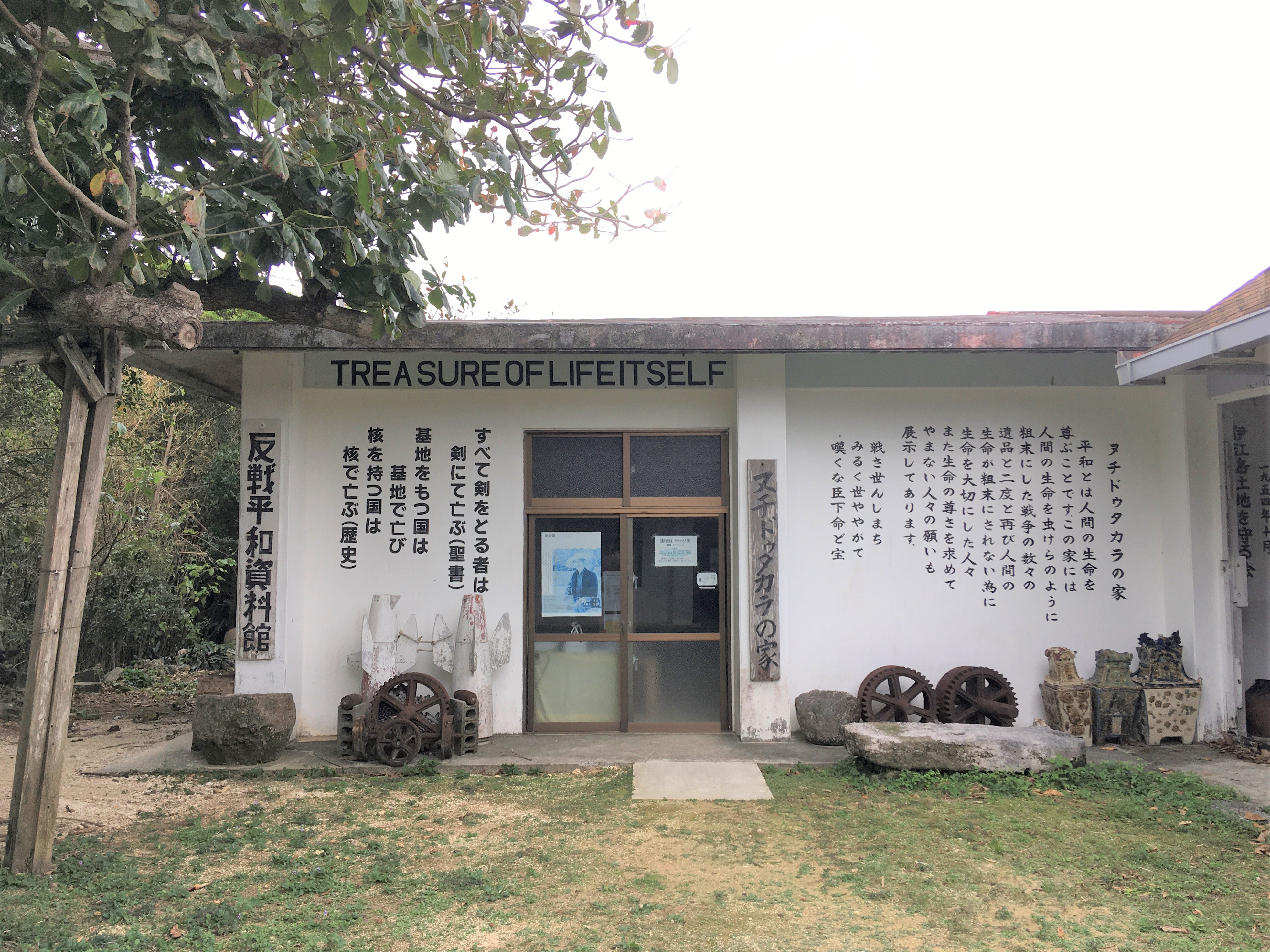
ヌチドゥタカラの家 正面

ヌチドゥタカラの家は、沖縄県国頭郡伊江村東江前にある資料館。平和運動家阿波根昌鴻が収集した沖縄戦やその後の米軍による土地の強制収用、基地問題などに関する資料を展示している。

## 概要
阿波根昌鴻が自宅の敷地内に開設した私設の資料館で、阿波根が収集した沖縄戦における伊江島での戦闘やその後の米軍による土地の強制収用、伊江島補助飛行場による被害、その他平和運動に関する資料を展示していて、沖縄戦時に住民が着ていた衣服や持ち物、米軍が訓練中に落とした原爆の模擬弾や薬莢、パラシュートといった貴重な資料を間近に見ることができる。当時としてはまだ珍しかったカメラを阿波根は持っていたため歴史的瞬間を捉えた貴重な写真も残されていて、伊江島における抵抗運動の経過を詳細に知ることができる。また、国内外からの支援や連帯を示す寄せ書き等も多く展示されている。資料館の建物外壁にはヌチドゥタカラの家の設立理由やヌチドゥタカラ（命ど宝）の初出とされる尚泰王が詠んだとされる琉歌や、聖書の警句である「剣を取るものは剣によって滅ぶ」などが記されている。